# Saas-Grund
Saas-Grund je obec v německy mluvící části švýcarského kantonu Valais, v okrese Visp. Nad Saas-Grund je na skalní římse v nadmořské výšce 1792 m usazeno známější středisko Saas-Fee. Spolu s dalšími středisky Saas-Balen a Saas-Almagell nabízejí desítky kilometrů sjezdovek a dalšího sportovního vyžití po celý rok. Žije zde 1 000 obyvatel.

## Geografie
Obec Saas-Grund se nachází v údolí Saastal, na říčce Saaser Vispa v nadmořské výšce 1560 metrů nad mořem. Sousedními obcemi jsou Saas-Fee, Saas-Almagell a Saas-Balen.
Obec je tvořena vesnicí Saas-Grund, osadami Unter dem Berg a Ze Löübinu a částmi osad Tamatten a Unter den Bodmen.

## Historie

Údolí Saastal (1945)

Obec je poprvé zmiňována v roce 1438 jako Grunderro. Nález mušlových kamenů naznačuje, že lokalita byla osídlena již v době bronzové. Ve 13. století daroval biskup ze Sionu velkou obec Saas jako léno Blandratovi, hraběti z Vispu, který kolem roku 1300 prodal část základních práv rodu Talleute. Po úpadku rodu Blandrate v polovině 14. století přešla jejich práva na unitární obec Saas, která se však v roce 1392 rozdělila na čtyři části. Saas-Grund s kaplí postavenou v roce 1297 a vlastním farářem patřil k farnosti Visp. Kolem roku 1400 se čtyři nyní již samostatné obce vykoupily z područí Vispu a vytvořily farnost Saas s farním kostelem svatého Bartoloměje v Saas-Grund. Jako tržní město (do roku 1947) a jako centrum farnosti Saas zaujímal Grund v údolí významné postavení. Od roku 1893, resp. 1907, tvořily Saas-Fee, Saas-Almagell, Saas-Balen a Saas-Grund čtyři samostatné farnosti.
Farář Johann Josef Imseng propagoval turistiku přes průsmyky, která začala v 19. století. Než byl kolem roku 1833 postaven první hotel, ubytovával pocestné na faře. Přestože místní obyvatelé pracovali jako horští průvodci a nosiči, zůstával cestovní ruch v Saastalu až do druhé světové války pouze vedlejším odvětvím. Teprve napojení na silnici v roce 1938, rozvoj Saas-Fee od roku 1951 a otevření lyžařské a turistické oblasti Kreuzboden-Hohsaas v letech 1979 a 1983 z Saas-Grund učinily rekreační středisko s přibližně 3 500 lůžky pro hosty (349 223 přenocování v roce 2008). Jako údolní středisko je Saas-Grund od roku 1950 sídlem místní školy a od roku 1991 jde zde domov důchodců.

## Obyvatelstvo
| Rok            | 1850 | 1900 | 1950 | 2000 | 2010 | 2012 | 2014 | 2016 | 2018 | 2020 |
| Počet obyvatel | 247  | 429  | 564  | 1167 | 1108 | 1094 | 1053 | 1023 | 1000 | 990  |

V roce 2000 hovořilo 91,5 % obyvatel obce německy. K římskokatolické církvi se hlásí 80,8 % obyvatel, ke švýcarské reformované církvi 3,3 % obyvatel.

## Doprava
Obec Saas-Grund leží na hlavní silnici 212 Visp – Saas-Fee a lze se sem dostat poštovním autobusem z Brigu a Vispu. Ze Saas-Grundu vede navazující silnice 212.1 do Saas-Almagell a k jezeru Mattmarksee.

## Fotogalerie

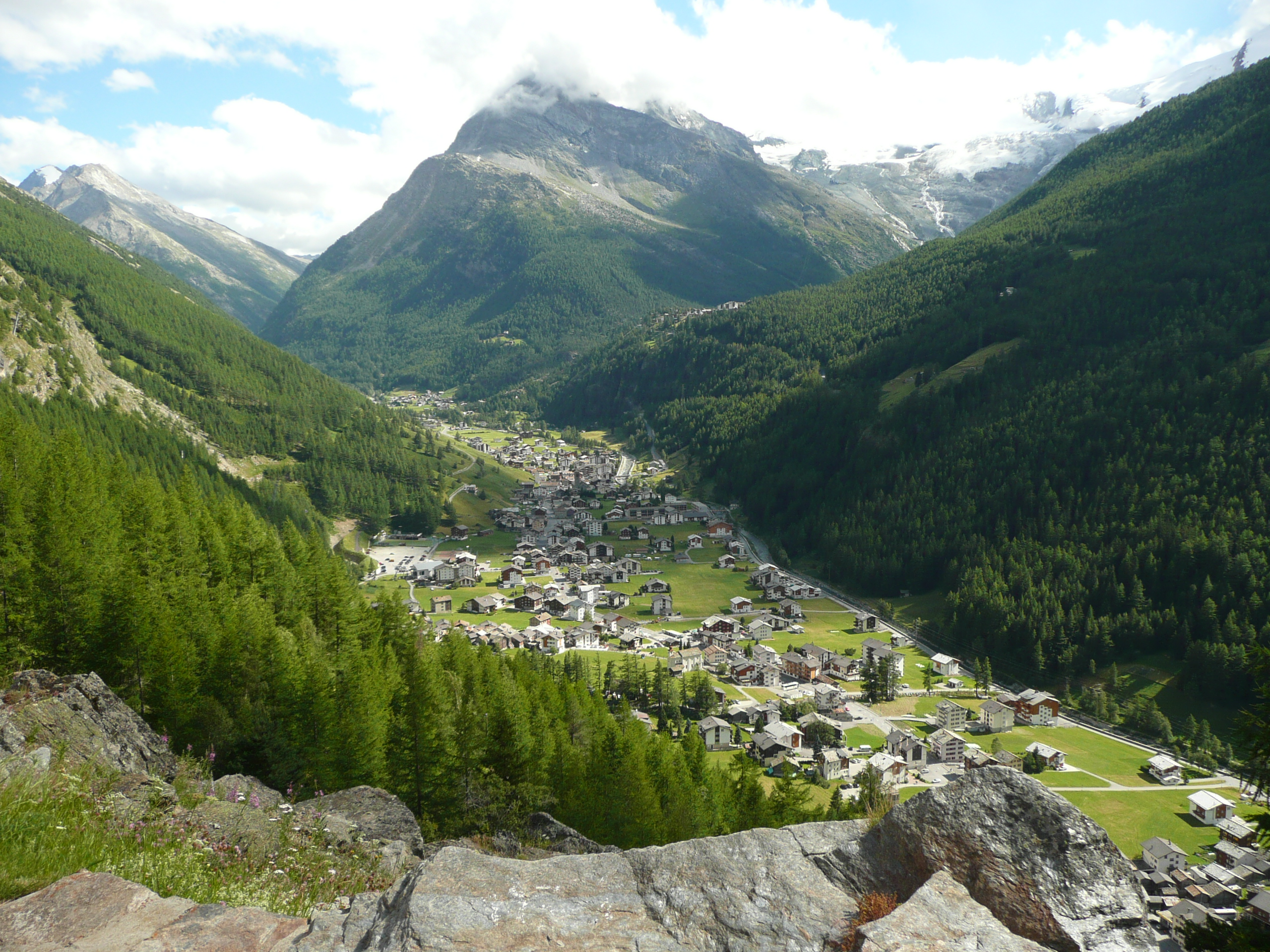
Saas-Grund
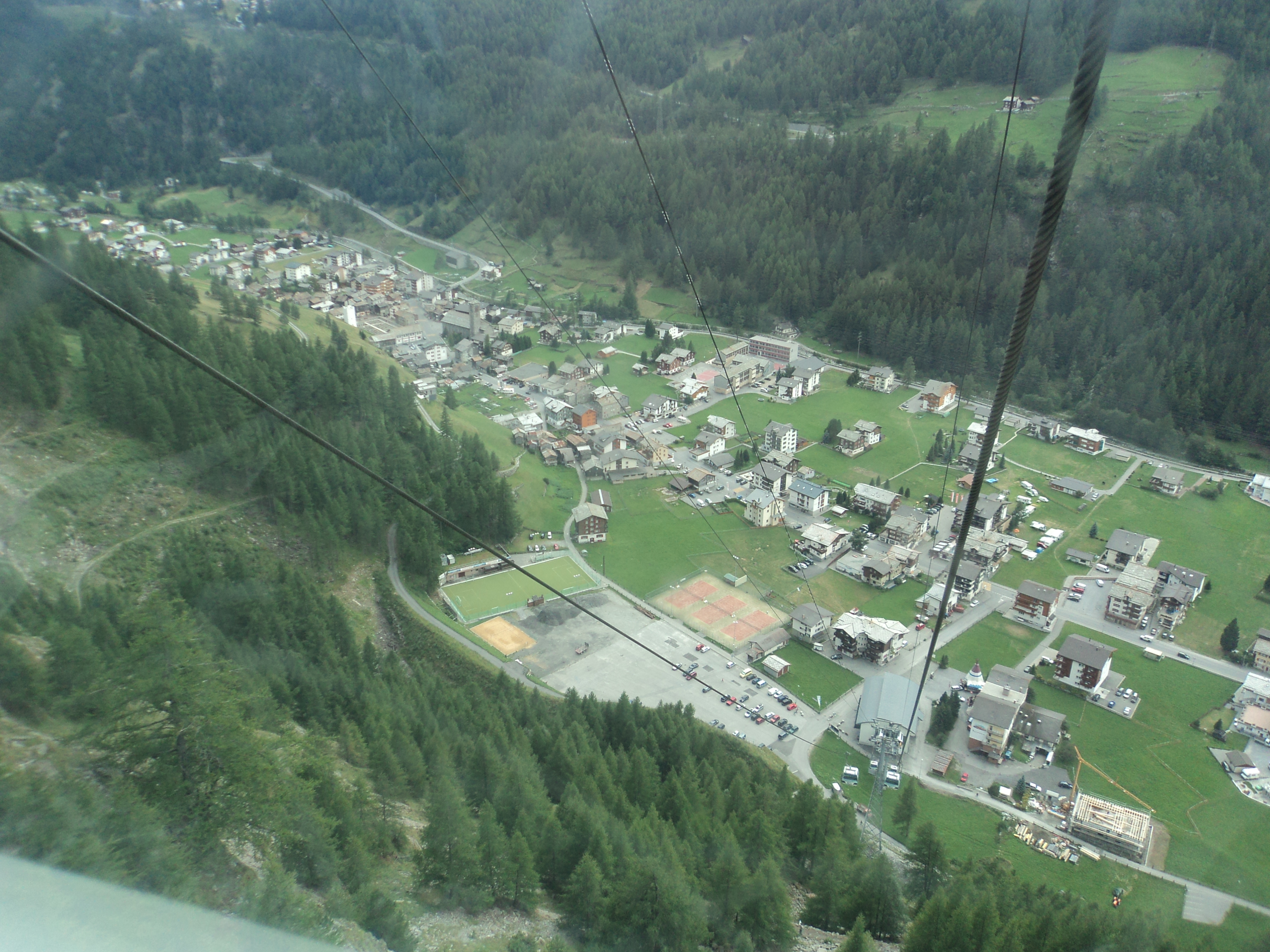
Saas-Grund z lanovky
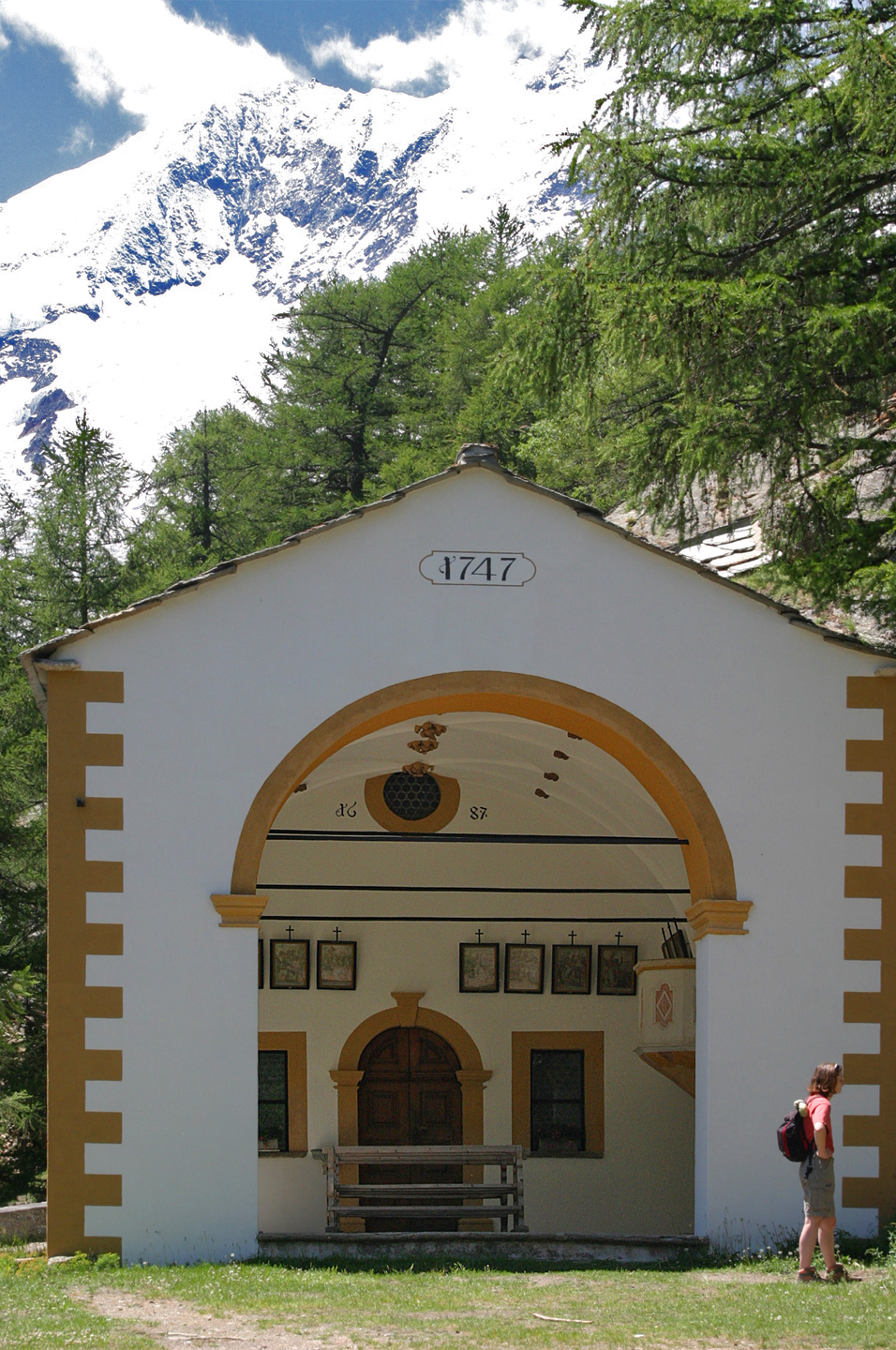
Kaple Nejsvětější Trojice
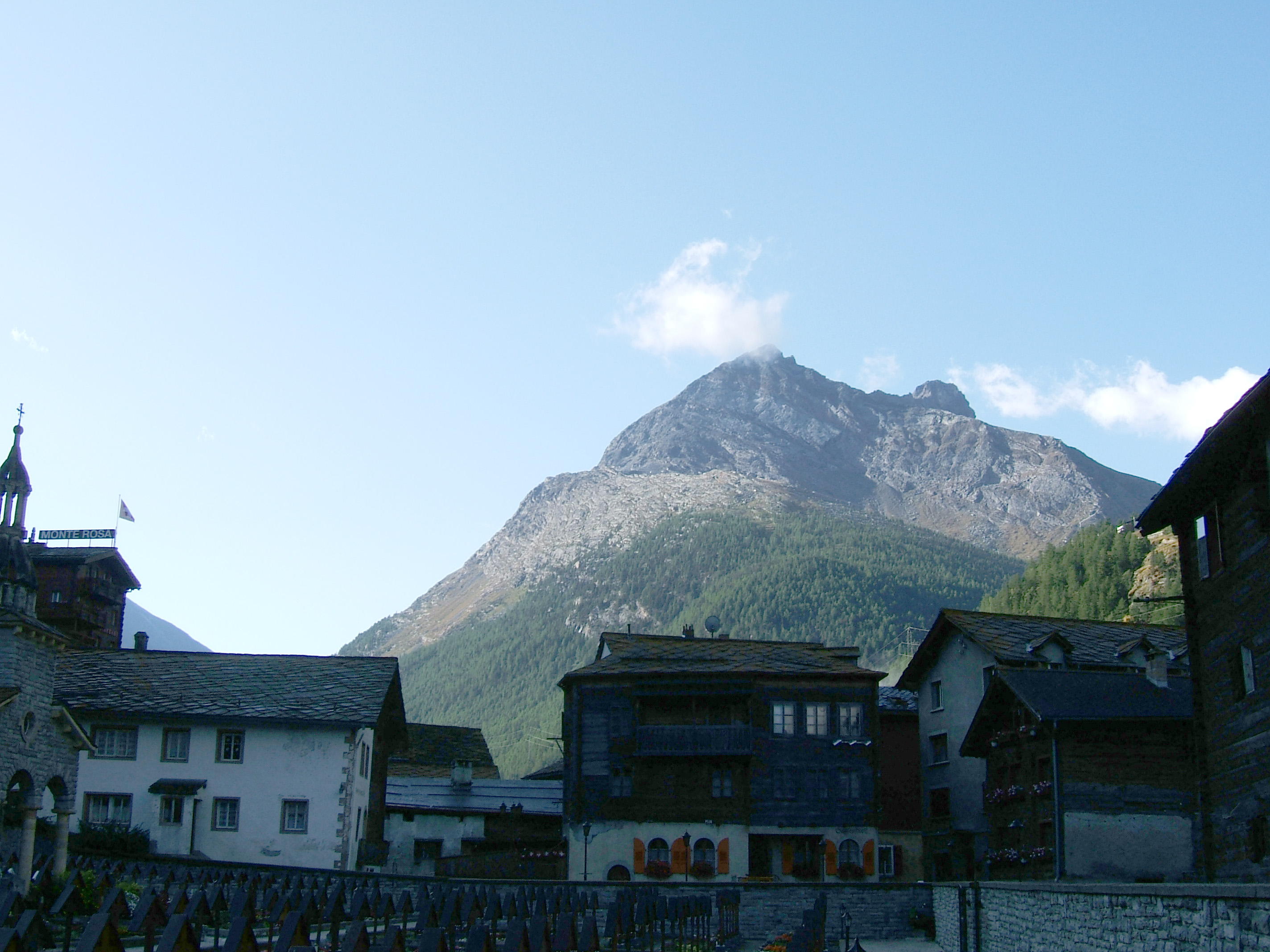
Mittaghorn z Saas-Grund
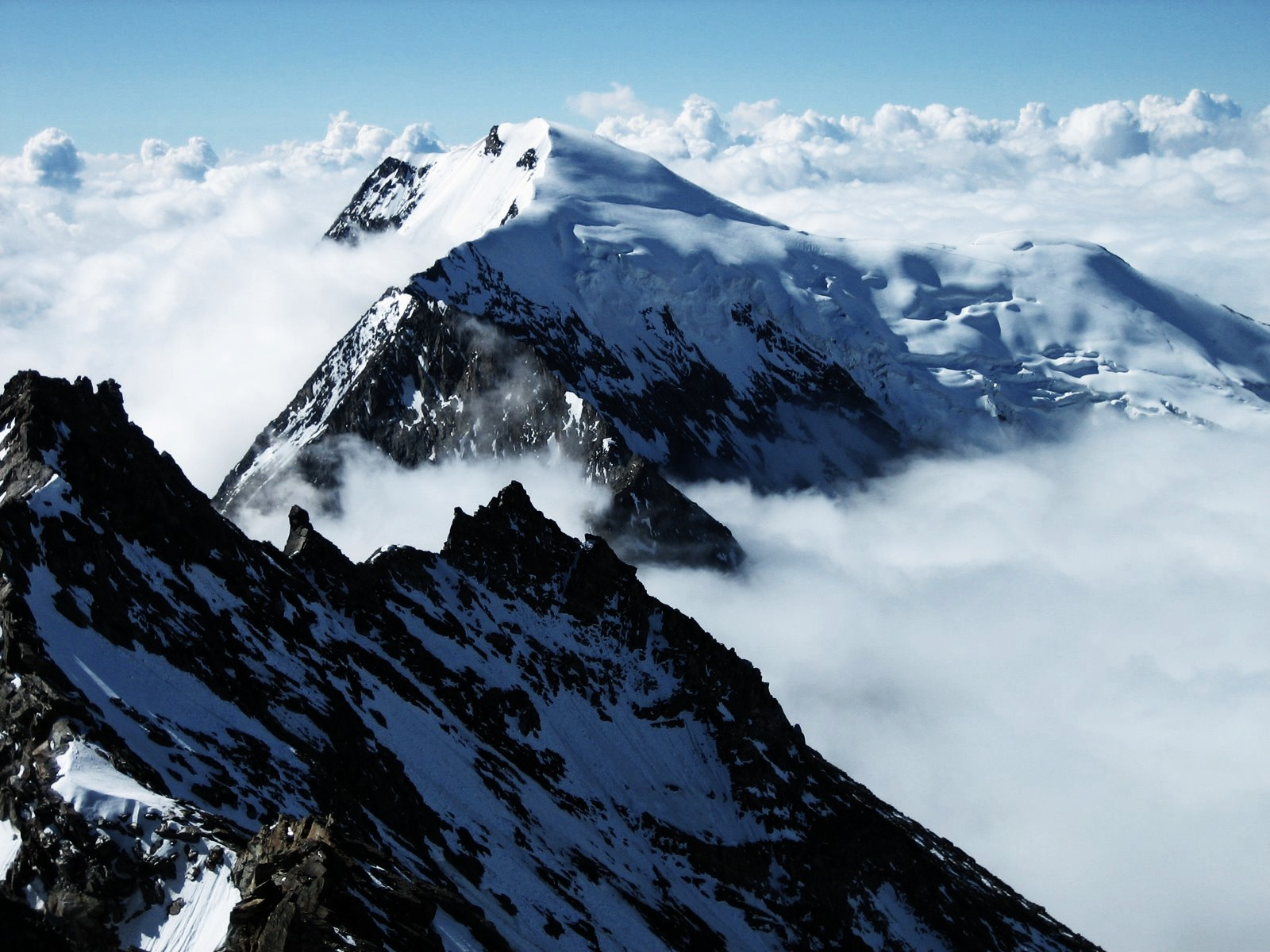
Weissmies z Lagginhornu
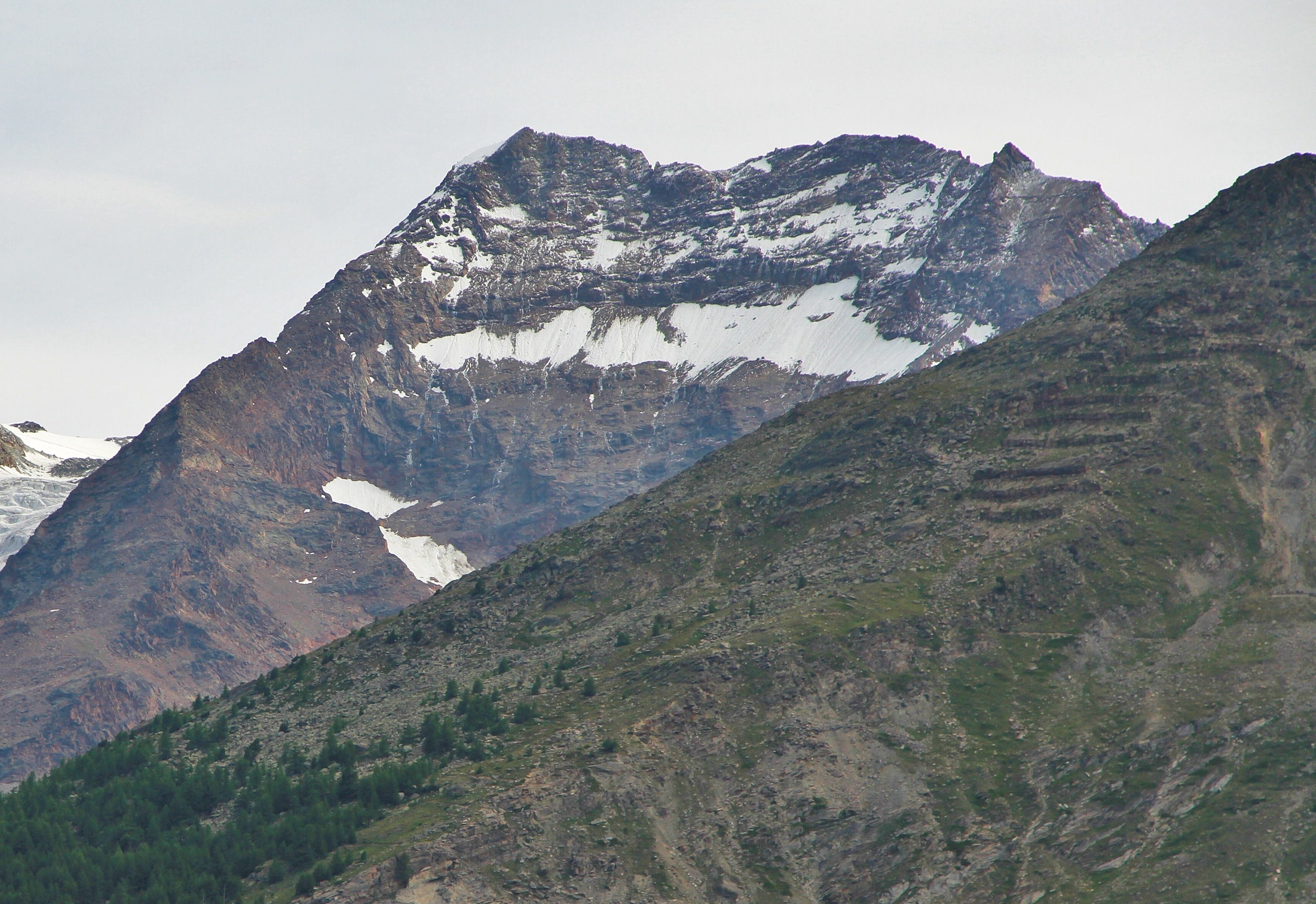
Lagginhorn
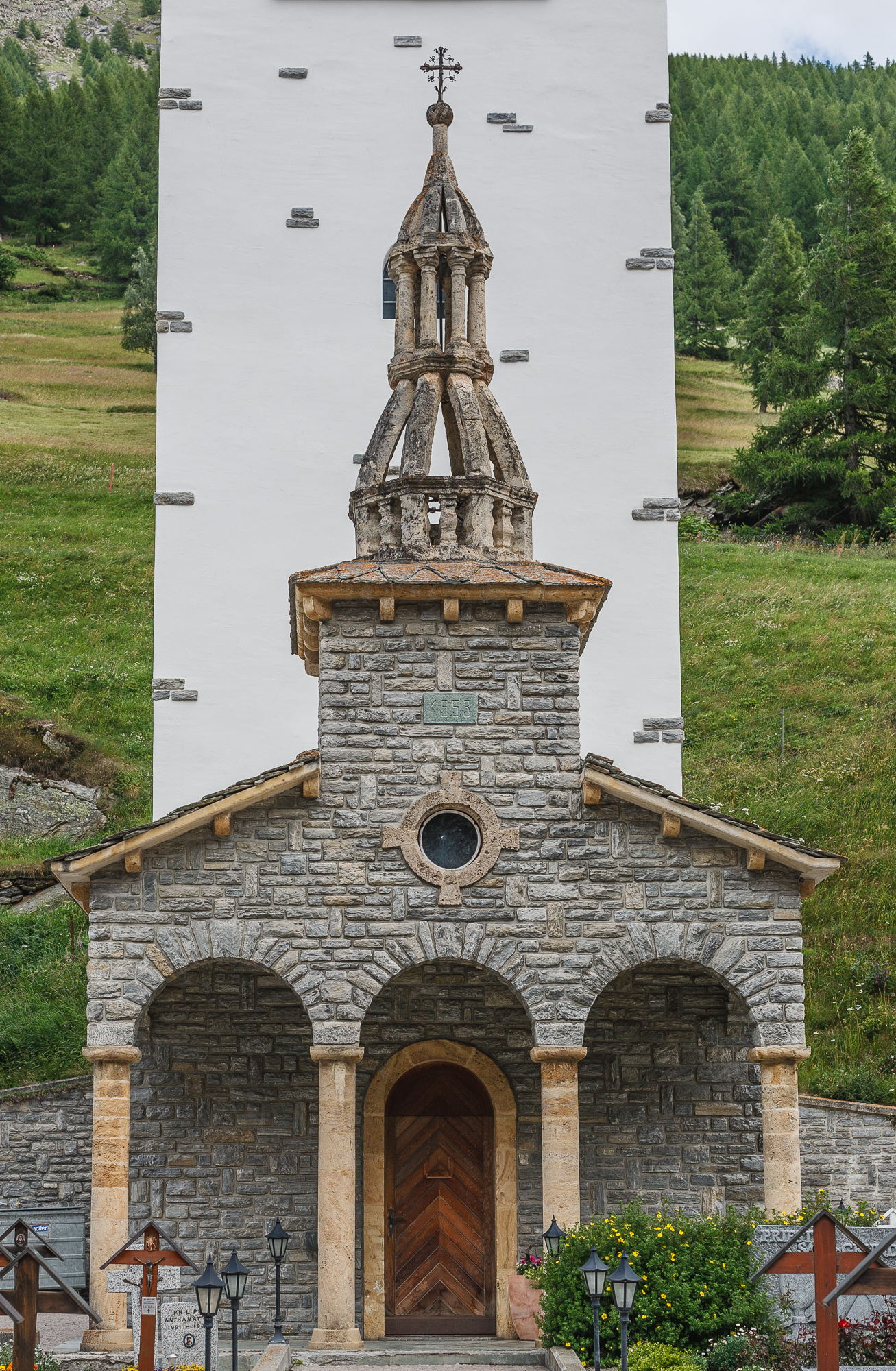
Kaple Rippenhelm